# Eriçó clar
L'eriçó clar (Atelerix algirus) -també anomenat eriçó nord-africà o eriçó africà- s'assembla molt a l'eriçó comú però és de mida més petita i té les orelles relativament més grans.

## Descripció
És més petit i de coloració més clara que l'eriçó fosc, sobretot a la cara i a l'abdomen. Les potes també són més llargues, cosa que li permet caminar sense arrossegar el ventre tan a prop de terra, de manera que avança més silenciosament i fa l'efecte que va més ràpid. Però la diferència més perceptible i la que fa més fàcil de distingir-lo de l'eriçó fosc és que en l'eriçó clar les espines del front queden separades per una mena de clenxa amb forma de ve baixa.
Les seves pues són unicolors o, en tot cas, presenten un sol anell de color fosc al centre.
Fa una mida aproximada de 21-25 cm (cua entre 2-4 cm) i pesa de 400 a 850 g.

## Distribució
Manté una distribució força reduïda pel nord d'Àfrica i les illes properes a aquest continent, com ara Malta, les Canàries i les Balears, a les quals, probablement, ha estat introduït per l'home; i per la franja de la costa mediterrània de la península Ibèrica, essent al Principat on manté una distribució més àmplia, on arriba a colonitzar grans espais interiors de la depressió de l'Ebre.
A les Balears és d'introducció recent, deguda a l'acció de l'home. Viu sobretot a les garrigues i pinars amb sotabosc, particularment abundant a les marines de Llucmajor i de Campos, a Cabrera i al sud d'Eivissa.

## Hàbitat
Boscos i matollars perennifolis: alzinars, suredes, pinedes, carrascars, màquies, etc. També ronda al voltant dels conreus i a prop de les masies.

## Costums
Solitari i nocturn, està actiu des del crepuscle fins a l'alba, però és difícil de veure, perquè fuig a amagar-se així que sent el més petit soroll. Sembla que no hiverna i està actiu tot l'any.

## Reproducció
Pot arribar a tenir dues ventrades a l'any de quatre o cinc cries cada una, i el seu període de gestació és de 25-28 dies.

## Rastre
Es poden trobar exemplars d'aquesta espècie esclafats a les carreteres, si bé amb menys freqüència que en el cas de l'eriçó fosc.

## Espècies semblants
L'eriçó comú no presenta «clenxa» a les espines del front i té taques fosques a la cara.